# 石油ガス税
石油ガス税（せきゆガスぜい）は、石油ガス税法（昭和40年12月29日法律第156号）に基づき、一定の液化石油ガス（課税石油ガス）に対して課される日本の税金。2007年（平成19年）度現在での税率は17.5円/kg。税収の2分の1は、石油ガス税法の規定により、石油ガス譲与税として都道府県及び指定都市に対して譲与される。
以後、記事内で「充填」という漢字を用いるが、「充塡（土偏に眞）」が正字である。法律上は「充てん」と表記している。

## 課税物件
LPG自動車用の石油ガス容器に充填されている石油ガス（「課税石油ガス」）である。具体的には、主にタクシーなどの営業用車両に使用される燃料用のガスが課税対象となる。これは、ここでいう石油ガスとは、「炭化水素（炭化水素とその他の物との混合物でその性状及び用途が炭化水素に類するものを含む）で温度15度及び1気圧において気状のもの（1分子を構成する炭素の原子の数が2個以下のものを主成分とするものを除く）」である。よって天然ガス自動車の燃料は対象外となる。

## 納税義務者
石油ガス税の納税義務者は、次の者である。
- 石油ガスを自動車用の石油ガス容器に充填する者
- 課税石油ガスを保税地域から引き取る者

保税地域からの引取り、すなわち輸入の段階では、課税石油ガスすなわち石油ガス容器に充填されている石油ガスが課税対象である。従って石油ガスの通常の輸入(タンカーでの輸入)では課税されない。

## 税収の推移
財務省の統計を参照（単位:百万円）
- 財務省の統計[1]を参照（単位:100万円。単位未満切捨て）。決算ベース。総額は一般会計分と地方譲与分の合計となる。
- 1997年（平成 9年）度　一般会計分 14,656 地方譲与分 14,656
- 1998年（平成10年）度　一般会計分 14,446 地方譲与分 14,446
- 1999年（平成11年）度　一般会計分 14,359 地方譲与分 14,359
- 2000年（平成12年）度　一般会計分 14,164 地方譲与分 14,164
- 2001年（平成13年）度　一般会計分 13,953 地方譲与分 13,953
- 2002年（平成14年）度　一般会計分 14,162 地方譲与分 14,162
- 2003年（平成15年）度　一般会計分 14,272 地方譲与分 14,272
- 2004年（平成16年）度　一般会計分 14,332 地方譲与分 14,332
- 2005年（平成17年）度　一般会計分 14,231 地方譲与分 14,231
- 2006年（平成18年）度　一般会計分 13,973 地方譲与分 14,164
- 2007年（平成19年）度　一般会計分 13,666 地方譲与分 13,666
- 2008年（平成20年）度　一般会計分 12,976 地方譲与分 12,976
- 2009年（平成21年）度　一般会計分 12,324 地方譲与分 12,324
- 2010年（平成22年）度　一般会計分 11,888 地方譲与分 11,888
- 2011年（平成23年）度　一般会計分 11,301 地方譲与分 11,301
- 2012年（平成24年）度　一般会計分 10,713 地方譲与分 10,713
- 2013年（平成25年）度　一般会計分 10,265 地方譲与分 10,265
- 2014年（平成26年）度　一般会計分  9,677 地方譲与分  9,677
- 2015年（平成27年）度　一般会計分  9,201 地方譲与分  9,201
- 2016年（平成28年）度　一般会計分  8,690 地方譲与分  8,690
- 2017年（平成29年）度　一般会計分  8,228 地方譲与分  8,228
- 2018年（平成30年）度　一般会計分  7,595 地方譲与分  7,595
- 2019年（令和元年）度　一般会計分  6,764 地方譲与分  6,764
- 2020年（令和 2年）度　一般会計分  4,625 地方譲与分  4,625
- 2021年（令和 3年）度　一般会計分  4,817 地方譲与分  4,817
- 2022年（令和 4年）度　一般会計分  4,711 地方譲与分  4,711